# Pycnochromis atripes
Pycnochromis atripes là một loài cá biển thuộc chi Pycnochromis trong họ Cá thia. Loài này được mô tả lần đầu tiên vào năm 1928.

## Từ nguyên
Từ định danh được ghép bởi hai âm tiết trong tiếng Latinh: atria (cách viết khác của ater, "đen sẫm") và pes ("bàn chân"), hàm ý đề cập đến màu đen ở vây bụng của loài cá này.

## Phân loại học
P. atripes ban đầu được xếp vào chi Chromis, nhưng theo kết quả phân tích hình thái vào năm 2021 thì loài này đã được chuyển sang chi Pycnochromis.

## Phạm vi phân bố và môi trường sống
Từ đảo Giáng Sinh và các rạn san hô vòng ngoài khơi bờ tây bắc Úc, P. atripes được phân bố trải dài về phía đông, băng qua khu vực Đông Nam Á đến Kiribati và Tonga, ngược lên phía bắc đến vùng biển phía nam Nhật Bản (và cả quần đảo Ryukyu), xa về phía nam đến Úc và Nouvelle-Calédonie.
Ở Việt Nam, loài cá này được ghi nhận tại, cù lao Chàm (Quảng Nam); bờ biển Phú Yên và Khánh Hòa; cũng như tại hòn Mê (Thanh Hóa) và quần đảo Trường Sa.
P. atripes sống xung quanh những rạn san hô xa bờ ở độ sâu khoảng 2–40 m.

## Mô tả
P. atripes có chiều dài cơ thể lớn nhất được ghi nhận là 9 cm. Cơ thể có màu nâu cam với nhiệt vệt đốm màu tím nhạt ở dưới đầu và ngực. Vạch đen băng qua đồng tử và mống mắt có màu vàng. Nửa ngoài của vây lưng và vây hậu môn cũng như các tia vây bụng có màu đen; phần vây mềm của vây lưng và vây hậu môn trong mờ, phớt vàng. Có đốm đen lớn ở gốc vây ngực, bên dưới là một đốm vàng cam. Vây đuôi xẻ thùy với các sợi tia ở chóp thùy, vàng tươi ở giữa (gần như trong suốt ở phía cuối) với hai dải đen dọc theo hai thùy đuôi.
Số gai ở vây lưng: 12; Số tia vây ở vây lưng: 12–14; Số gai ở vây hậu môn: 2; Số tia vây ở vây hậu môn: 12–13; Số tia vây ở vây ngực: 15–17; Số gai ở vây bụng: 1; Số tia vây ở vây bụng: 5; Số vảy đường bên: 14–16; Số lược mang: 24–29.

## Sinh thái học
Thức ăn của P. atripes là những loài động vật phù du. Chúng thường sống đơn độc, có khi hợp thành từng nhóm nhỏ hoặc bơi theo cặp gần các rạn san hô.
Cá đực có tập tính bảo vệ và chăm sóc trứng; trứng có độ dính và bám vào nền tổ.